# Extreme 40
Экстрим-40 — класс гоночных парусных катамаранов. Корпус имеет длину 40 футов (12 метров) и делается из углеволокна. Развивает скорость до 40 узлов (74 км/ч) и способен идти со скоростью в 35 узлов (65 км/ч) при ветре в 20-25 узлов. С точки соотношений размеров корпуса и нагрузки парусами Экстрим-40 является сильно увеличенной версией гоночного катамарана Торнадо, в прошлом олимпийского класса. Разработан французским яхтсменом и дизайнером Ивом Лодэ, олимпийским чемпионом 1992 года в классе Торнадо. Впервые представлен в 2005 году. На катамаранах этого типа с 2007 по 2015 гг. проводили серию парусных регат Extreme Sailing Series, в прошлом известную как iShares Cup.